# سانتاندري

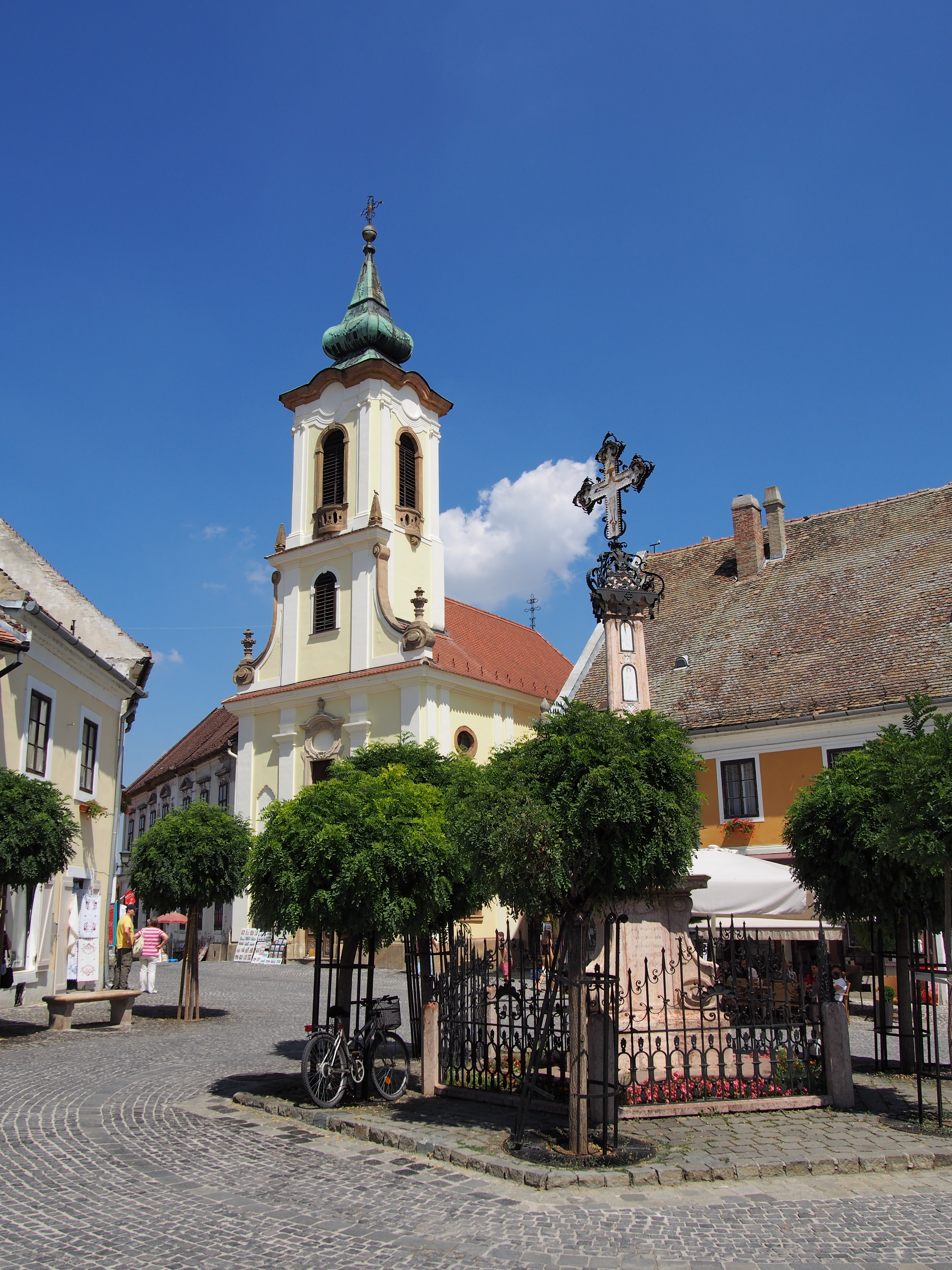
سانتاندري

سانتاندري، هي بلدة تقع على ضفاف النهر في مقاطعة بشت، المجر، بين العاصمة بودابست وجبال بيليس فيسيغراد. تشتهر المدينة بمتاحفها (أبرزها المتحف الإثنوغرافي في الهواء الطلق) والمعارض والفنانين.